# Johann Wilhelm Braun (Historiker)
Johann Wilhelm Braun (* 1940 in Katymár) ist ein deutscher Historiker.

## Studium und Forschung
Johann Wilhelm Braun schrieb 1967 seine Dissertation an der Universität Gießen: Die Überlieferung der Schriften Gottfrieds und Irimberts von Admont. Mit einem Lebensabriss Irimberts. 1967 Diss. phil. Er war von 1978 bis 2005 Mitarbeiter der Kommission für geschichtliche Landeskunde in Baden-Württemberg und als Landeshistoriker am Generallandesarchiv Karlsruhe unter anderem Herausgeber des Urkundenbuchs des Klosters St. Blasien im Schwarzwald. Er ist ebenfalls Mitarbeiter der Monumenta Germaniae Historica.

## Publikationen (Auswahl)
- Als Herausgeber mit Boris Bigott (Bearbeiter): Das Nekrolog des Klosters Ochsenhausen von 1494 Stuttgart 2010
- Urkundenbuch des Klosters Sankt Blasien im Schwarzwald. Von den Anfängen bis zum Jahr 1299. Bd. 1: Edition. Bd. 2: Einführung, Verzeichnisse, Register (Vol. 1–2) mit CD, Stuttgart (2003)
- Die Überlieferung der Schriften Gottfrieds und Irimberts von Admont. Mit einem Lebensabriß Irimberts Gießen 1967
- Graf Rudolf von Habsburg und die Gründung von Todtmoos und Neuenzell in: Zeitschrift für die Geschichte des Oberrheins vol. 143/NF 104 (1995) S. 51–96
- Der Codex Villinganus: Eine Handschrift „kostbarer als Gold“ ; Was enthielt dieses berühmte Manuskript, das 1768 in St. Blasien verbrannte? In: Zeitschrift für württembergische Landesgeschichte, 61(2002). – S. 111–144